# Orthotrichum defluens
Orthotrichum defluens là một loài rêu trong họ Orthotrichaceae. Loài này được Venturi mô tả khoa học đầu tiên năm 1882.
Danh pháp khoa học của loài này chưa được làm sáng tỏ. 